# Tanytarsus bifurcus
Tanytarsus bifurcus är en tvåvingeart som beskrevs av Freeman 1958. Tanytarsus bifurcus ingår i släktet Tanytarsus och familjen fjädermyggor. Inga underarter finns listade i Catalogue of Life.